# 安德烈·德里安
安德烈·德里安（法語：André Derrien，1895年7月31日—1994年4月4日），法国男子帆船运动员。他曾代表法国参加1928年夏季奥林匹克运动会帆船比赛，获得一枚金牌。